# Ernst Christian Achelis

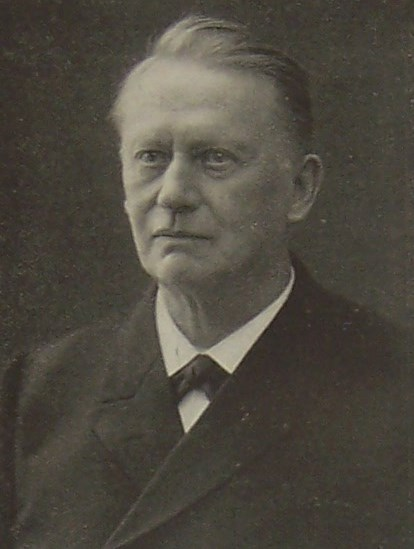
Ernst Christian Achelis

Ernst Christian Achelis (* 13. Januar 1838 in Bremen; † 10. April 1912 in Marburg an der Lahn) war ein evangelischer Theologe.

## Leben
Achelis besuchte das Gymnasium in Bremen und studierte um 1857/59 Theologie an der Universität Heidelberg und an der Universität Halle-Wittenberg. Während seines Studiums in wurde er im Winter-Semester 1857/58 Mitglied der Burschenschaft Frankonia Heidelberg. Er wurde 1860 Hilfsprediger in Arsten, 1862 Pfarrer in Hastedt und 1875 Pfarrer in Barmen, wo in seiner Zeit von 1880 bis 1882 die Pauluskirche erbaut werden konnte. 1882 wurde er Ehrendoktor der Theologie an der Universität Halle-Wittenberg. Einer Berufung an die Universität und als Domprediger, Konsistorialrat und Superintendent nach Halle folgte er nicht.
Seit 1882 war er vielmehr Professor für Praktische Theologie und Universitätsprediger an der Universität Marburg, wo er bis kurz vor seinem Tode wirkte. 1897 wurde er Konsistorialrat und 1908 Geheimer Oberkonsistorialrat. Er war Mitglied der hessischen Gesamtsynode. Er förderte die Schaffung eines neuen Gesangbuches.
Sein mit großer Gelehrsamkeit aus Quellen erarbeiteter, in umfassender Vollständigkeit und klarer Systematik aufgebauter Grundriss der Praktischen Theologie bezeichnet den klassischen Zenit des Faches. Achelis zählt zu den bedeutendsten wissenschaftlichen Vertretern der Praktischen Theologie in Deutschland.
Er war seit dem 8. Juni 1864 mit Anna Iken verheiratet, ihr gemeinsamer Sohn war der evangelische Kirchenhistoriker Hans Achelis.

## Werke
Achelis verfasste mehrere Abhandlungen in der Zeitschrift für Theologie und Kirche, der Theologischen Literaturzeitung, der Theologischen Rundschau, der Deutschen Literaturzeitung und der Realenzyklopädie für protestantische Theologie und Kirche. Dazu kommen noch die eigenständigen Werke:
- Richard Rothe. 1869
- Der Krieg im Lichte der christlichen Moral. 1871
- Die Bergpredigt nach Matthaeus und Lucas. Exegetisch und kritisch untersucht. Velhagen & Klasing, Bielefeld 1875
- Parteiwesen und Evangelium. 1878
- Die Entstehungszeit von Luthers geistlichen Liedern. 1884
- Aus dem akademischen Gottesdienst in Marburg. 3 Hefte 1886–1888
- Die evangelische Predigt eine Großmacht. 1897
- Christusreden. Predigten. 3 Bde. Hinrichs, Leipzig 1890–1897, neue Ausgabe 1898
- Lehrbuch der Praktischen Theologie. 2 Bde. 1890/91. 2. Aufl.: 2. Bd. 1898, 3. Aufl.: 3 Bde. Hinrichs, Leipzig 1911, 6. Aufl. 1912
- Grundriss der praktischen Theologie. 1893, 5. Aufl. 1903
- Zur Symbolfrage. Zwei Abhandlungen, 1892
- Björnsons „Über unsere Kraft“ und das Wesen des Christentums. 1902
- Der Dekalog als Katechetisches Lehrstück 1905

Herausgeberschaften
- G. Menken’s Homilien in Auswahl mit Einleitung. 2. Bd. 1888
- Homilien und Katechik des Andreas Hyperius, verdeutscht. 1901 (mit E. Sachsse)
- J. V. Andreae: Eine Pastoraltheologie in Versen. Elwert, Marburg 1906